# Гбелце
Гбелце (слч. Gbelce, мађ. Köbölkút) насељено је мјесто са административним статусом сеоске општине (слч. obec) у округу Нове Замки, у Њитранском крају, Словачка Република.

## Становништво
| Година:    | 1994. | 2004.   | 2014.   | 2024.   |
| ---------- | ----- | ------- | ------- | ------- |
| Број људи: | 2410  | 2259    | 2220    | 2051    |
| Разлика:   |       | -6,26 % | -1,72 % | -7,61 % |

| Година:    | 2023. | 2024.   |
| ---------- | ----- | ------- |
| Број људи: | 2067  | 2051    |
| Разлика:   |       | -0,77 % |

Према подацима о броју становника из 2011. године насеље је имало 2.233 становника.